# Dorumer Moor
Das Dorumer Moor ist ein Naturschutzgebiet in der niedersächsischen Stadt Geestland im Landkreis Cuxhaven.

## Allgemeines
Das Naturschutzgebiet ist 213 Hektar groß. Es ist nahezu deckungsgleich mit dem gleichnamigen FFH-Gebiet. In dem Naturschutzgebiet ist das 1983 ausgewiesene, 226 Hektar große, ehemalige Naturschutzgebiet gleichen Namens mit dem Kennzeichen NSG LÜ 090 aufgegangen. Das Gebiet steht seit dem 17. September 2010 unter Naturschutz. Zuständige untere Naturschutzbehörde ist der Landkreis Cuxhaven, der das Naturschutzgebiet unter dem Kennzeichen NSG CUX-002 führt.

## Beschreibung
Das Naturschutzgebiet liegt westlich der A 27 zwischen Sievern und Neuenwalde und stellt ein Hochmoorgebiet und die angrenzenden Geestflächen unter Schutz. Teile des Moores wurden entwässert und durch Handtorfstiche abgetorft. Das Moor wurde mittlerweile zur Renaturierung wiedervernässt. Es wird von Moorwäldern und -heiden mit Schlenken und Schwingrasen geprägt. Teilweise sind Feuchtwiesen und Grünland zu finden, in den trockeneren Übergangsbereichen zur Geest auch Heide. Das Grünland wird extensiv bewirtschaftet.

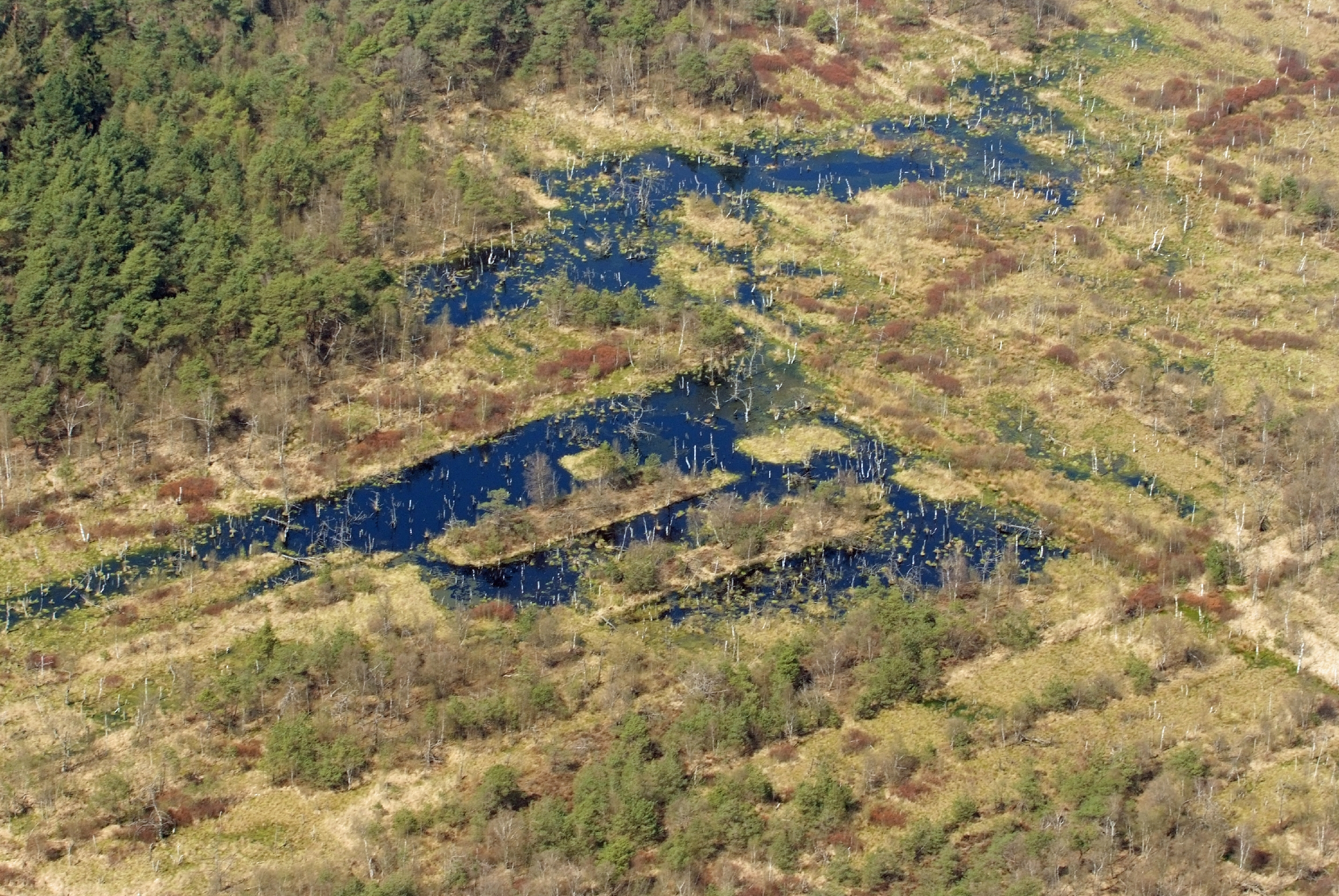
Luftbild des Dorumer Moors

Das Moorgebiet wird nach Süden über den Sieverner Bach zum Grauwall-Kanal entwässert, der bei Weddewarden in die Außenweser mündet.
Durch einen Teil des Naturschutzgebiets führt ein gut acht Kilometer langer Rundweg, der an der Pipinsburg nördlich von Sievern beginnt und an archäologisch bedeutsamen Anlagen wie Heidenschanze, Heidenstadt und verschiedenen Hügelgräbern vorbeiführt.